# Jaar

Een animatie van de baan van de planeten in het zonnestelsel rond de Zon. Een jaar is de tijd die nodig is om één omwenteling rond de zon te maken.

Een jaar is heel algemeen de tijdsduur waarin een planeet een rondgang om zijn ster maakt. In het bijzonder is het
de tijd die het de aarde kost om eenmaal zijn baan om de zon te doorlopen. Dit is het siderische jaar met een duur van 365 dagen 6 uren 9 minuten en 10 seconden. 
Een aardbewoner heeft echter meer aan een tijdsindeling die in de pas loopt met de seizoenen. Die wisselen zich af met een periode gelijk aan een tropisch jaar, de tijdsduur tussen twee lentepuntdoorgangen van de zon. Een tropisch jaar duurt 365 dagen 5 uren 48 minuten en 45 seconden. Daarop gebaseerd is een jaar in het gewone taalgebruik een in hele dagen getelde periode die ongeveer gelijk is aan een tropisch jaar. 
Volgens de gregoriaanse kalender telt een gewoon jaar 365 dagen. Omdat een tropisch jaar bijna 6 uren langer duurt, wordt om dit te compenseren bijna elke vier jaar een dag toegevoegd. Zo'n jaar met 366 dagen heet een schrikkeljaar. De juliaanse kalender had eenmaal in de vier jaar een schrikkeljaar, en duurde dus gemiddeld 365,25 dagen (365d 6u). De gregoriaanse kalender heeft iets minder schrikkeldagen, en duurt gemiddeld 365,2425 dagen (365d 5u 49m 12s). Een jaar volgens onze huidige (gregoriaanse) kalender noemt men een kalenderjaar of burgerlijk jaar.
Het jaar van de gregoriaanse kalender is een goede benadering van het tropische jaar, dat de seizoenen bepaalt. De afwijking van 27 seconden betekent een fout van 1 dag in 3200 jaar. De gemiddelde duur van een jaar in de joodse kalender is 365,2468 dagen. Dit is 0,0043 dag langer dan in de gregoriaanse kalender. Een islamitisch jaar is gemiddeld 12 synodische maanden van gemiddeld 29,53059 dagen, dit zijn 354,367 dagen, dus bijna 11 dagen (ongeveer 3%) korter dan een gemiddeld gregoriaans jaar.

## In de astronomie
In de astronomie worden verschillende soorten jaren onderscheiden, hier vermeld met hun lengte omstreeks het jaar 2000:
- het tropisch jaar: periode tussen twee lentepuntdoorgangen van de zon – 365d 5u 48m 45s;
- het siderisch jaar: periode waarna de sterren weer op dezelfde plaats aan de hemel staan – 365d 6u 9m 10s;
- het anomalistisch jaar: periode tussen twee doorgangen van de aarde door het perihelium in de aardbaan – 365d 6u 13m 53s;
- het draconitische jaar of eclipsjaar: de periode die de zon (zoals gezien vanaf de aarde) nodig heeft om een complete cyclus te voltooien in relatie tot dezelfde maansknoop (de dalende en stijgende maansknopen zijn de punten in de dierenriem waar de baan van de maan de ecliptica kruist). Deze periode staat in verband met zons- en maansverduisteringen, die alleen kunnen optreden wanneer zowel de zon als de maan vlak bij een maansknoop staan. Omdat er twee tegenover elkaar liggende maansknopen zijn (de stijgende en de dalende maansknoop) zijn er meestal twee zons- en maansverduisteringen gedurende een draconitisch jaar (soms treden er twee gedeeltelijke verduisteringen op bij dezelfde maansknoop met een tussenliggende periode van een maand). De gemiddelde duur van het draconitische jaar is 346,620075883 dagen (346d 14u 52m 54s).

Het verschil in lengte tussen het siderische en het tropische jaar wordt veroorzaakt door de precessie van de aardas en veranderingen in de vorm van de aardbaan onder invloed van de andere planeten.

## Jaarpatroon
De seizoenen zijn een jaarlijks periodiek verschijnsel. Ook andere gebeurtenissen hebben een jaarpatroon, zoals vakanties en feest- en gedenkdagen, en natuurlijk per definitie bij verjaardagen.
Op een andere, grotere tijdschaal dan een jaar is er bij de mens voor een individu een serie levensfasen (die min of meer kunnen worden uitgedrukt in jaren en decennia). Verder is er een voortplantingscyclus.
Vaste cycli van meer dan een jaar zijn bijvoorbeeld die van vier jaar op basis van de schrikkeldagen (olympiade), vijf jaar (lustrum), tien jaar (decennia, en 10-jaarsperioden tellend vanaf de geboorte of een belangrijke gebeurtenis), 100 jaar (eeuwen, en 100-jaarsperioden tellend vanaf een belangrijke gebeurtenis), enz. Jubilea met meer dan een jaar tussenruimte hebben vaak per keer niet dezelfde tussenruimte.

## Jaartypen
Sommige typen jaren kunnen op elk moment beginnen en eindigen; zo'n jaar kan bijvoorbeeld lopen van 23 juni tot en met 22 juni eropvolgend.
- Een jaar dat van 1 januari tot en met 31 december loopt, heet een kalenderjaar of burgerlijk jaar.
- In de liturgie van kerken wordt vaak gewerkt met een liturgisch jaar of kerkelijk jaar. Het begint op eerste adventszondag, dus tussen 27 november en 3 december.
- Onderwijsinstellingen werken met een schooljaar, leerjaar, collegejaar of academisch jaar. Zo'n jaar begint na de zomervakantie, in augustus of september.
- In de omroep en bij voetbal wordt ook gewerkt met een jaar dat in augustus of september begint, maar daar wordt die periode seizoen genoemd, wat vaak voor verwarring zorgt, aangezien een seizoen eigenlijk een deel van een jaar is.

## Overzichten van jaren
- De laatste 10 jaar voorafgaand aan het huidige jaar (2025) met een samenvatting van de belangrijkste gebeurtenissen: 2016 - 2017 - 2018 - 2019 - 2020 - 2021 - 2022 - 2023 - 2024 - 2025
- Overzicht van de dagen in een kalenderjaar met de belangrijkste gebeurtenissen, gerangschikt naar de dag van het jaar waarop zij hebben plaatsgevonden.
- Overzichten per decennium
- Jaarschema's per eeuw met de jaarbladzijden van de gehele geschiedenis.